# Pteris nipponica
Pteris nipponica là một loài thực vật có mạch trong họ Pteridaceae. Loài này được W.C. Shieh miêu tả khoa học đầu tiên năm 1966.